# Blåbreahøe
Blåbreahøe is een bergkam behorende bij de gemeenten Lom en Vågå in de provincie Oppland in Noorwegen.
De bergkam, gelegen in Nationaal park Jotunheimen, bestaat uit drie toppen:
- Nørdre Blåbreahøe (2165 meter)
- Nørdre  Blåbreahøe sør (2154 meter)
- Søre Blåbreahøe (2196 meter).